# Kees Nieuwenhuijzen

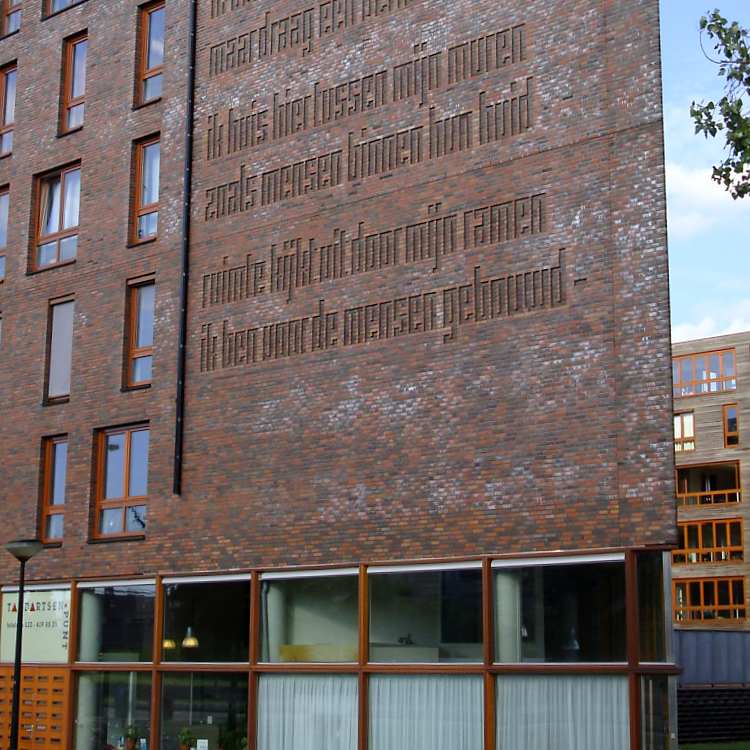
Gedicht Gerrit Kouwenaar; vormgeving Kees Nieuwenhuijzen. Panamalaan, Amsterdam

Cornelis Reinardus (Kees) Nieuwenhuijzen (Utrecht, 27 mei 1933 – Amsterdam, 5 november 2017) was een Nederlands grafisch ontwerper.

## Loopbaan
Nieuwenhuijzen studeerde aan de Koninklijke Academie van Beeldende Kunsten in Den Haag, waar hij les kreeg van de modernisten Gerard Kiljan en Paul Schuitema. Zelf doceerde hij jarenlang aan de Gerrit Rietveld Academie in Amsterdam. Na zijn studie werkte Nieuwenhuijzen enkele jaren samen met Jurriaan Schrofer. In 1963 begon hij voor zichzelf.
In 2009 droeg Kees Nieuwenhuijzen zijn archief over aan de Bijzondere Collecties van de Universiteit van Amsterdam, die een aantal ontwerpersarchieven beheren.

## Werken
Hij was gespecialiseerd in fotoboeken. Bekend is onder andere de serie Schrijversprentenboeken voor het Nederlands Letterkundig Museum in Den Haag. Een van de laatste omvangrijkere boeken die hij ontwierp, was de monografie Dick Bruna (uitg. Waanders, Zwolle en Mercis, Amsterdam, 2006). Voor PTT Post ontwierp hij onder meer de Maarten Luther-zegel (1983). Door Nieuwenhuijzen vormgegeven: Fernand Lodewick e.a. 1999 Ik probeer mijn pen ...; atlas van de Nederlandse letterkunde (Bert Bakker, 1979),

## Onderscheidingen
Voor zijn bijdrage als ontwerper-redacteur aan het literaire tijdschrift Raster kreeg hij in 1992 de H.N. Werkmanprijs van het Amsterdams Fonds voor de Kunst. Verschillende van zijn boekontwerpen werden bekroond als 'best verzorgd boek'.

## Privé
De acteur Victor Reinier (Victor Reinier Nieuwenhuijzen), bekend geworden door de politieseries Baantjer en Flikken Maastricht, is zijn zoon en de actrice Annet Nieuwenhuijzen is zijn zus.